# 고야촌 (사이타마현)
고야촌(小谷村)은 사이타마현 기타아다치군에 있던 촌이다. 현재의 고노스시의 서북부에 해당한다. 1954년에 후키아게정과 합병해 후키아게정이 되어 소멸했다.

## 역사
- 1889년 4월 1일 - 정촌제 시행에 수반해 기타아다치군 고야촌이 성립하였다.
- 1954년 7월 1일 - 후키아게정 (초대)과 합병해, 새로운 후키아게정이 성립해, 동일 고야촌은 폐지되었다.
- 2005년 10월 1일 - 후키아게정이 기타사이타마군 가와사토정과 함께 고노스시에 편입되었다.